# Marion Wagner
Marion Wagner, född den 1 februari 1978, är en tysk friidrottare som tävlar i kortdistanslöpning.
Wagner deltog vid VM 1999 på 100 meter men tog sig inte vidare till semifinalen. Vid VM 2001 blev hon åter utslagen i försöken på 100 meter. Däremot blev hon världsmästare i stafett 4 x 100 meter tillsammans med Melanie Paschke, Gabi Rockmeier och Birgit Rockmeier.
Hon deltog vidare vid EM inomhus 2002 där hon slutade femma på 60 meter. Utomhus samma år deltog hon i 100 meter vid EM i München men blev åter utslagen i kvalet. Däremot blev hon silvermedaljör i 4 x 100 meter. 
Hennes senaste mästerskapsstart var EM inomhus 2005 då hon blev sexa på 60 meter.

## Personliga rekord
- 60 meter - 7,22
- 100 meter - 11,31
- 200 meter - 23,39